# Bandar Lampung
[[]]
Bandar Lampung ("le port de Lampung") est une ville d'Indonésie située dans le Sud de l'île de Sumatra. C'est la capitale de la province de Lampung. Elle est formée de la réunion, en 1983, de deux villes, Tanjungkarang et Telukbetung, dont le développement avait fini par faire une seule agglomération physique. Bandar Lampung compte environ 743 000 habitants pour une superficie de 169,21 km2. Elle a le statut de kota.
La ville est aussi le siège du diocèse de Tanjungkarang suffragant de l'archidiocèse de Palembang. Depuis  2022, l’évêque du diocèse est Vincentius Setiawan Triatmojo (en).

## Transports
La ville est desservie par l'Aéroport Radin Inten II.

## Jumelages
- Pekanbaru (Indonésie)
- Ipoh (Malaisie)
- Split (Croatie)

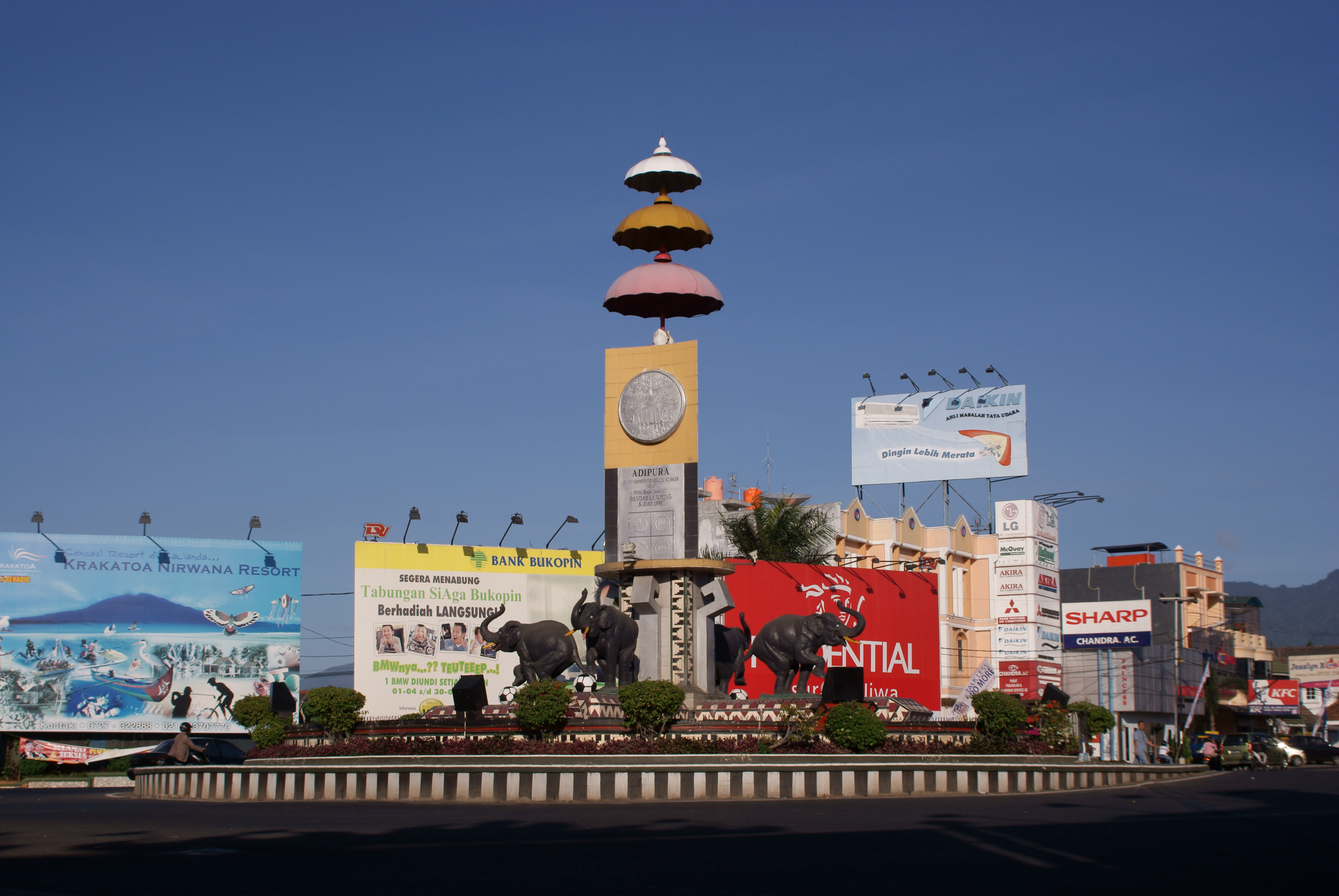
Le monument Adipura.
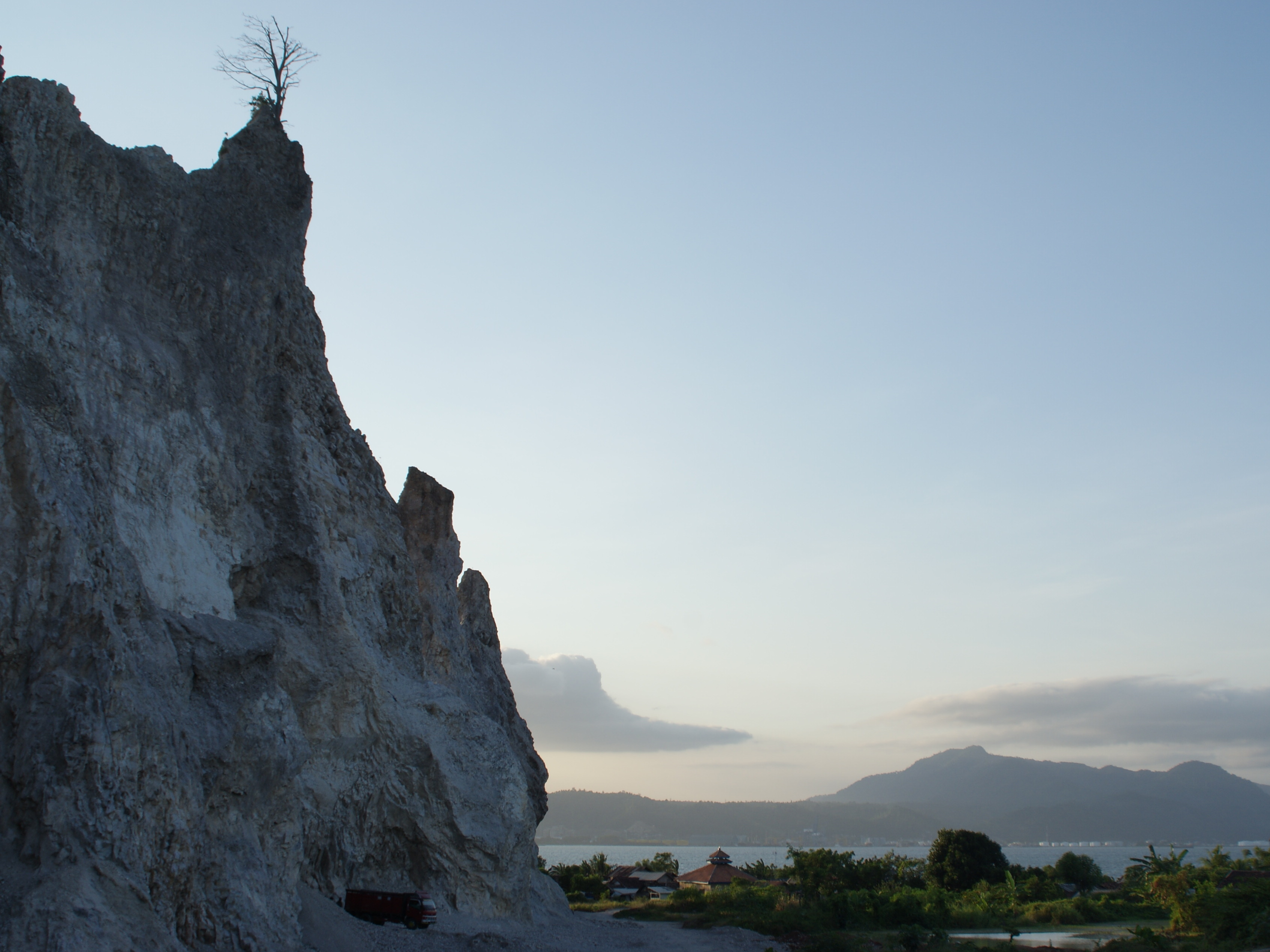
La baie de Lampung.
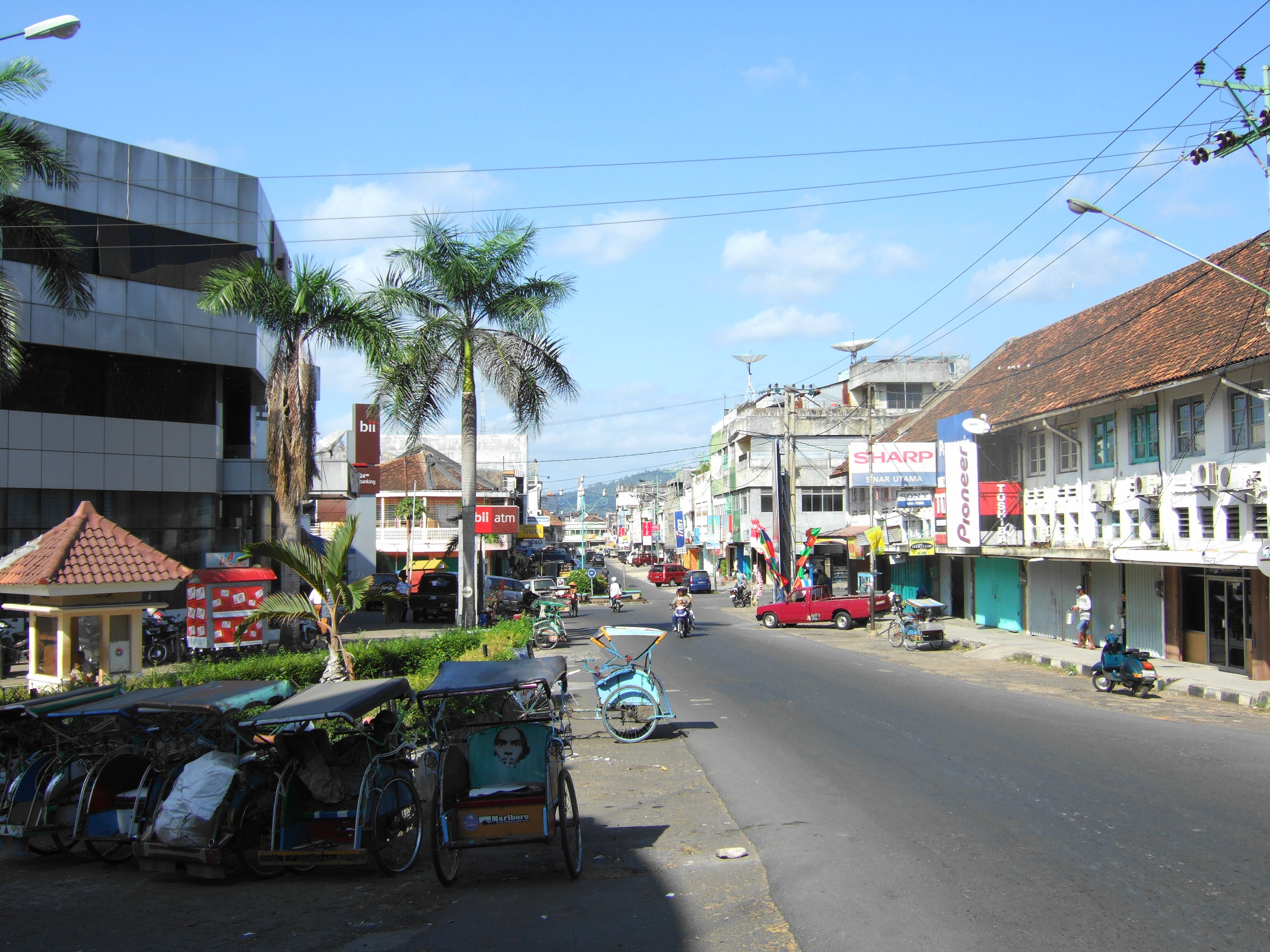
La rue Ikan Hiu.
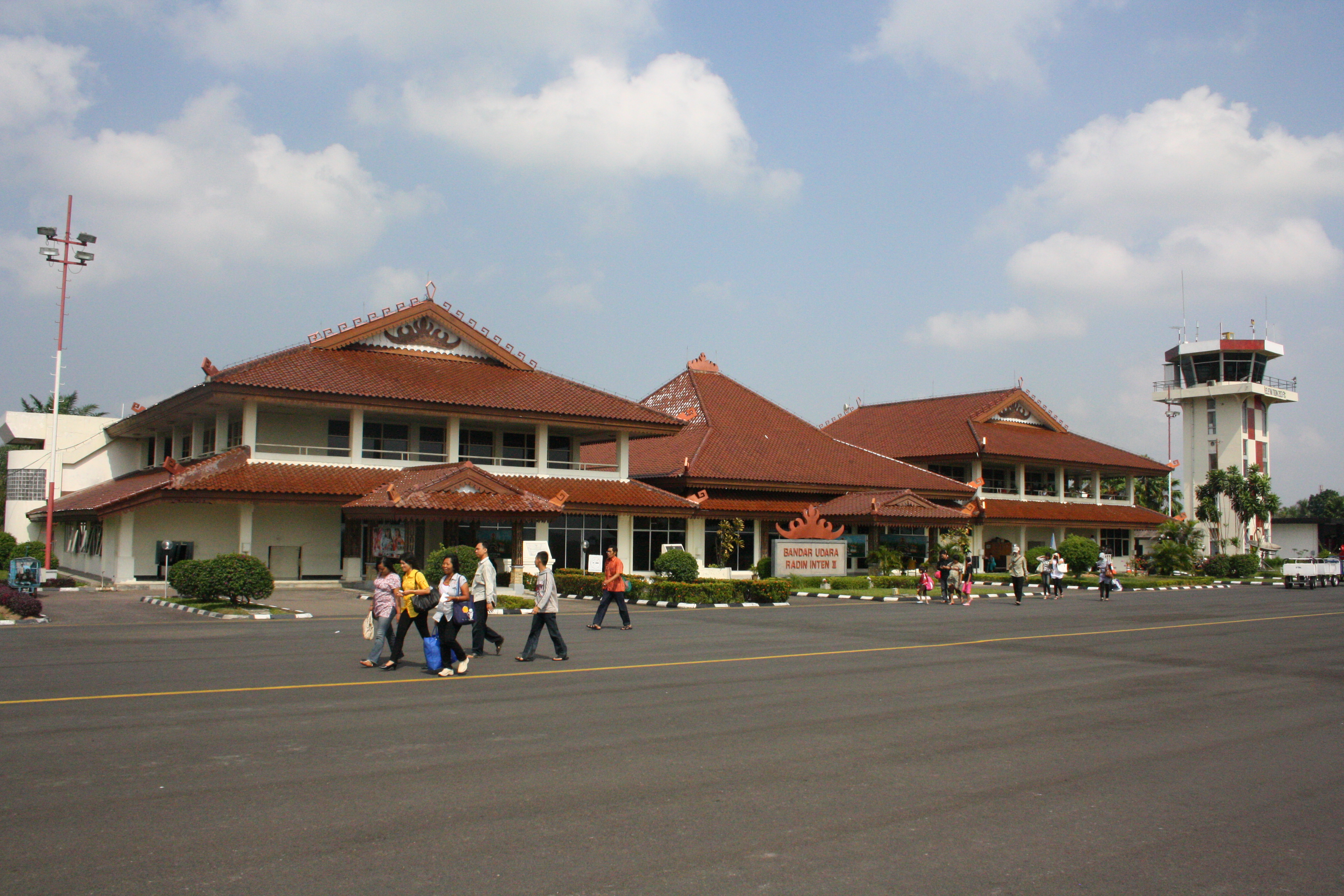
L'aéroport de Bandar Lampung Radin Inten II.